# Вилламов, Александр Григорьевич
Александр Григорьевич Вилламов (1798—1870) — генерал-лейтенант Корпуса флотских штурманов, гидрограф, начальник Гидрографического департамента Морского министерства. Действительный член Русского географического общества.

## Происхождение
Представитель старинного дворянского рода. Родился 13 (24) января 1798 года.
Отец — Григорий Иванович Вилламов (1773—1842), действительный тайный советник, статс-секретарь по IV отделению собственной Е. И. В. канцелярии. Дед — Иоганн-Готлиб (нем. Johann Gottlieb Willamow) (1736—1777) — известный немецкий поэт и педагог, в 1767 году переселившись в Россию, служил инспектором классов, а затем директором в Петровской лютеранской школе Петербурга.
Мать, Варвара Артемьевна, в девичестве Свербихина (1775—1860). Из четырёх сыновей Григория Ивановича и Варвары Артемьевны, кроме Александра известны ещё:
- Григорий (1816—1869) — генерал-адъютант, начальник артиллерии Петербургского военного округа;
- Артемий (1804—1869) — подпоручик лейб-гвардии Конной артиллерии, в 1825 году агитировал против присяги новому императору Николаю I, но наказания не понёс, впоследствии стал действительным статским советником.

## Биография
В 1808—1814 годах учился в Петришуле. Закончив полный курс обучения, поступил на военную службу.
В 1826—1829 гг. участвовал в войнах с Персией и с Турцией, участник осады Шумлы (1828) и осады Силистрии (1829).
В 1832 году Вилламова перевели из полковников гвардейского генерального штаба в Корпус флотских штурманов (КФШ) и назначили дежурным штаб-офицером по управлению генерал-гидрографа Главного морского штаба. В 1835 года в звании генерал-майора КФШ он возглавил канцелярию генерал-гидрографа и в том же году, 1 декабря, был награждён орденом Святого Георгия IV класса (№ 5115).
В 1837 году был назначен начальником гидрографического департамента Морского министерства, оставаясь на этом посту до 1854 года. 7 января 1851 года к директору Гидрографического департамента генерал-лейтенанту КФШ А. Г. Вилламову обратился академик А. Я. Купфер, обнаруживший в «Записках Гидрографического департамента» таблицы метеорологических наблюдений, которые производились в разных портах России. Поскольку такие климатологические исследования относились, по его мнению, «к весьма важным в метеорологии пунктам» обратился Купфер с просьбой сообщить ему все результаты наблюдений. Вместе с письмом академик послал Вилламову девять экземпляров своего нового руководства для производства метеорологических измерений и наблюдений, что способствовало в дальнейшем организации взаимовыгодного сотрудничества.
Был действительным членом Русского географического общества с 19 сентября 1845 года.
В 1858 году А. Г. Вилламов ушёл в отставку.
Умер в Петербурге 15 (27) января 1870 года и был похоронен на кладбище Воскресенского Новодевичьего монастыря. Могила не сохранилась.

## Награды
- орден Св. Владимира 3-й степени (2 апр. 1833 г.)[5]
- орден Св. Станислава 1-й степени
- орден Св. Анны 1-й степени
- орден Св. Владимира 2-й степени
- орден Св. Георгия 4-й степени
- Орден Церингенского льва III класса

### Семья
Жена (с 27 апреля 1830 года) — дочь действительного статского советника Любовь Ивановна Колгина (07.04.1804—12.07.1880, Петербург).

## Память
Его именем назван мыс на восточном побережье южного острова Новой Земли. Назвал в 1833 году П. К. Пахтусов.